# Appuntamento a Zurigo
Appuntamento a Zurigo  (Die Zürcher Verlobung) è un film del 1957 diretto da Helmut Käutner.

## Trama
Juliane Thomas, giovane scrittrice sempre al verde rompe con il fidanzato ma, nel frattempo, per sbarcare il lunario riesce a trovare lavoro come assistente di un suo amico dentista. Proprio sul posto di lavoro conosce uno dei pazienti, l'affascinante Jean Berner, del quale si innamora a prima vista. Comincia così a scrivere una sceneggiatura nella quale si realizzano tutte le sue più romantiche fantasticherie. Per uno scherzo del caso il manoscritto finisce nelle mani di uno degli amici più stretti del giovane di cui Juliane è innamorata, e le cose cominciano a complicarsi sempre più vorticosamente.

## Produzione
Il film fu prodotto dal produttore tedesco Gyula Trebitsch per mezzo della Gyula-Trebitsch-Film.